# Rissov dupin
Rissov dupin (lat. Grampus griseus) - jedina vrsta dupina iz roda Grampus.
Živi u oceanima i morima diljem planete, s mogućim izuzetkom polarnih regija. Može narasti do četiri metra, a njegova težina može biti čak 350 kg. Hrani se gotovo isključivo lignjama, uglavnom noću.
Ima iznimno veliku glavu. Zubi su samo u donjoj čeljusti i ima ih 2-7. Mužjacima se često mogu vidjeti ožiljci nastali u borbi za ženke s drugim konkurentskim mužjacima. Grudne peraje su duge i šiljaste. Inače su peraje crne, a prsa bijela, dok su leđa sive boje. Borave u manjim grupama, koje se uglavnom sastoje od 4 do 6 članova. Ima i osamljenih jedinki. Dupini se mogu vidjeti na tren iznad razine mora, a onda ponovno zaronjavaju ispod površine.
Prije okota, ženke žive zajedno neko vrijeme s mužjacima. Ženka je trudna oko 350 dana, mladi se porode u kasno proljeće ili zimi. Ženke doje mladunčad oko 1 godine.